# Ristolas
Ristolas – miejscowość i dawna gmina we Francji, w regionie Prowansja-Alpy-Lazurowe Wybrzeże, w departamencie Alpy Wysokie. W 2013 roku populacja ówczesnej gminy wynosiła 77 mieszkańców. 
W dniu 1 stycznia 2019 roku z połączenia dwóch ówczesnych gmin – Abriès oraz Ristolas – powstała nowa gmina Abriès-Ristolas. Siedzibą gminy została miejscowość Abriès. 